# Helio Matheus
Pour les articles homonymes, voir Matheus.
 (octobre 2018).
Helio Matheus (Rio de Janeiro, 5 juillet 1940 - 9 février 2017) est un chanteur et compositeur brésilien.

## Biographie
Après avoir commencé sa carrière en tant que musicien dans des clubs de Rio et de São Paulo, il enregistre son premier disque en 1968. Sa première composition célèbre est Comunicação, défendue par Vanusa au Festival international de la chanson de 1969 et réenregistrée en 1970 par Elis Regina dans l'album In Pleno Summer.
Il enregistre en 1975 son premier album, Matheus segundo Matheus. Le disque compte des arrangements d'Oberdan Magalhães, de Zé Rodrix et de Chiquinho de Moraes, en plus de la participation du groupe Azymuth. Il inclut même deux chansons dans des bandes sonores de feuilletons de Rede Globo : Boi da Cara Branca, dans The Astro et The Poet and the Moon, dans À Sombra dos Laranjais. L'album contient un tube : "Mais Kriola".
Dans les années 1980, il déménage à São Paulo, où il travaille pour Sicam. Il continue à composer pour des chanteurs tels que Sérgio Reis et Jair Rodrigues.
Victime de l'alcoolisme, il passe les dernières années de sa vie dans des refuges. Il retourne à Rio de Janeiro et vit dans le Retiro dos Artistas jusqu'à sa mort d'une pneumonie en 2017.

## Discographie
- 1975 - Matheus segundo Matheus[2],[3]
- 1996 - Renascer